# Hans Hartmann (Grafiker)

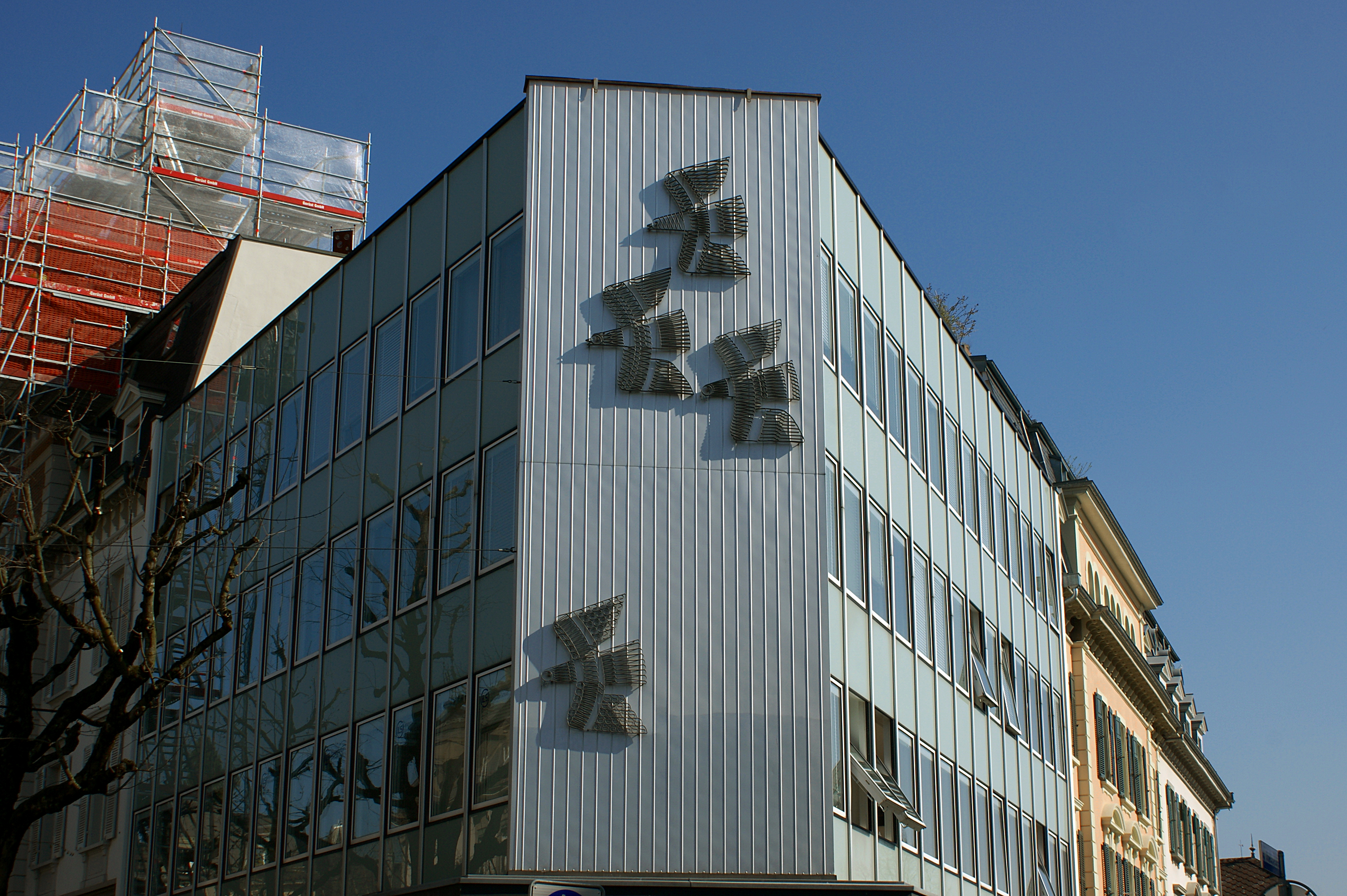
Stahlbandplastik «Tauben» an der Mottastrasse in Bern, entworfen von Hans Hartmann

Hans Hartmann: Logo der Schweizerischen Bundesbahnen, 1972

Hans Hartmann (* 6. Dezember 1913 in Villnachern; † 17. November 1991 in Heiligenschwendi) war ein Schweizer Grafiker.

## Leben und Wirken
Hartmann studierte an der Kunstgewerbeschule Zürich und arbeitete danach u. a. für das Verkehrshaus der Schweiz, die Swissair sowie die Schweizerischen Bundesbahnen. Er wirkte an den Landesausstellungen von 1939 und 1964 mit, und entwarf eine Briefmarkenserie über Baudenkmäler sowie Strassenverkehrsplakate und Kunst am Bau. Sein Werk prägen «[e]inprägsame Plakate und auf präziser Schraffur basierende Zeichnung».
Hartmanns Nachlass befindet sich in der Burgerbibliothek Bern.

## Werke
| Jahr      | Werk                         | Standort                              | Ortschaft/Gemeinde | EN    |
| --------- | ---------------------------- | ------------------------------------- | ------------------ | ----- |
|           | Stahlbandplastik «Tauben»    | Mottastrasse                          | Bern               |       |
| 1965/1966 | Wandeisenplastik Anna Seiler | früher Schulhaus Mösli, Ostermundigen |                    | [ 3 ] |